# Order Zwycięskiego Lutego
Order Zwycięskiego Lutego (czes. Řád Vítězného února) – czechosłowackie odznaczenie państwowe nadawane w latach 1973–1989 za wybitne zasługi dla komunistycznego ruchu robotniczego i budowy Czechosłowackiej Republiki Socjalistycznej.
Odznaczonych nim zostało 857 osób lub organizacji.

## Historia
Nazwa orderu nawiązuje do daty 25 lutego 1948 roku, czyli dnia, w którym Partia Komunistyczna definitywnie przejęła władzę w Republice Czechosłowackiej, dokonując tzw. praskiego zamachu stanu.
Order został ustanowiony aktem prawnym Prezydencji Zgromadzenia Federalnego nr 4 z dnia 13 lutego 1973 r. zgodnie z Ustawą z dnia 11 stycznia 1973 r. i Ustawą Konstytucyjną nr 143 z 1968 r. o Federacji Czechosłowackiej. 
Zgodnie z założeniami Order miał nagradzać „nadzwyczajne zasługi dla rewolucyjnego ruchu robotniczego i socjalistycznej budowy Czechosłowackiej Republiki Socjalistycznej oraz nagrodzić nadzwyczajne zasługi dla rozwoju międzynarodowego ruchu komunistycznego i robotniczego”. Nadawany był tym, którzy „aktywnie walczyli z burżuazją i faszyzmem i poprzez swoją działalność polityczną i publiczną wnieśli szczególnie znaczący wkład w realizację polityki Komunistycznej Partii Czechosłowacji”.
Pierwsze odznaczenie Orderem Zwycięskiego Lutego odbyło się 20 lutego 1973 roku na Zamku Praskim.
Ostatnie odznaczenia odbyły się 29 września 1989 roku.

### Lista pierwszych odznaczonych[1]
1. Gustáv Husák
2. Ludvík Svoboda
3. Vasil Biľak
4. Peter Colotka
5. Karel Hoffmann
6. Alois Indra
7. Antonín Kapek
8. Josef Kempný
9. Josef Korčák
10. Jozef Lenárt
11. Lubomír Štrougal
12. Miloslav Hruškovič
13. Václav Hůla
14. Miloš Jakeš
15. Jan Fojtík
16. Miroslav Moc
17. František Ondřich
18. Oldřich Švestka

## Opis
Odznaką medalu jest srebrny złocony medialon o średnicy 41 mm, który składa się z 10 dłuższych i 10 krótszych wiązek, a uzyskany zarys tworzy kształt przypominający koło zębate – jeden z podstawowych elementów symboliki komunistycznej, nawiązujący do pracy robotniczej. Główny symbol na srodku stanowi emamilowana na czerwono pięcioramienna gwiazda z sierpem i młotem. Pod nią umieszczono kłosy, podkreślając jedność robotników i chłopów w duchu ówczesnej ideologii.
Medal zawieszony jest na niebieskiej wstążce z czerwonym paskiem pośrodku.
Autorem projektu orderu był Josef Malejovský.